# イリーナ・スルツカヤ
イリーナ・エドゥアルドヴナ・スルツカヤ（ロシア語: Ири́на Эдуа́рдовна Слу́цкая, ロシア語ラテン翻字: Irina Edwardovna Slutskaya, 1979年2月9日 - ）は、モスクワ出身のユダヤ系ロシア人元女子フィギュアスケート選手。身長160センチ。ロシアでの愛称はイーラ。
ソルトレイクシティオリンピック銀メダリスト、トリノオリンピック銅メダリスト、長野オリンピック5位入賞。世界選手権優勝2回、欧州選手権優勝7回、GPファイナル優勝4回など。

## 人物
欧州選手権優勝回数は女子シングル歴代最多の7回を誇る。また、GPファイナル優勝4回を含むGPシリーズ通算17勝も女子シングル歴代最多記録である。
モットーは「Never fall down（決してくじけない）」。トリノオリンピック後、笑顔で「That's life（それが人生）」とコメントした。
フィギュア界の友人には、女子ではアメリカのミシェル・クワン、男子ではアメリカのジョニー・ウィアーや同国ロシアのエフゲニー・プルシェンコなどがいる。プルシェンコとは子供の頃から大変仲が良く、一時期には恋愛関係のゴシップまで出た。プルシェンコのコーチアレクセイ・ミーシンは、ロシア国籍の有力選手やコーチが次々とアメリカなど外国に流出していく情勢の中で、ロシアに残りトレーニングを続けているのはスルツカヤとプルシェンコだけだと語ったことがある。
過去に何度も来日しており、日本にも根強いファンが多かった。バルスという名の秋田犬を飼っており、またゾウが好きで、ゾウのぬいぐるみや置物も集めている。

## 経歴

### 幼少期 - 1998
モスクワ市内の病院でロシア人の母ナタリアとユダヤ人の父エドゥアルトの長女として誕生した。生来身体が弱く、医者に外でのスポーツを勧められた。4歳の時にフィギュアスケートを始め、6歳からジャンナ・グロモワ (Zhanna Gromova) の指導を受けた。現在まで彼女のコーチはグロモワただ1人であり、スルツカヤも強い信頼を寄せている。
1995年、世界ジュニア選手権で優勝。1996年、ヨーロッパ選手権でロシア女子選手初の優勝を飾る。同1996年の世界選手権では初めて銅メダルを獲得した。
1998年の長野オリンピック、ショートプログラム（ワルツ）ではコンビネーションジャンプでトリプルルッツの予定がダブルルッツとなる失敗を犯し、5位スタートとなる。その後フリースケーティング（ロシア民謡）では、トリプルフリップで手をつくミスがあったものの、3回転トウループ-3回転トウループのコンビネーションジャンプを成功させ、技術点・芸術点ともに高い評価を受けた。しかしメダルにはあと一歩届かず、総合で5位入賞に留まった。
長野五輪直後の世界選手権では、優勝したミシェル・クワンに次いで、銀メダル獲得となった。

### 1998 - 2002
1998年-1999年シーズンのロシア選手権は4位に終わり、1999年の世界選手権は代表の選考から漏れた。低迷の大きな要因は思春期で体重増からジャンプの失敗が増え、特にルッツジャンプが跳べなくなったことによる。その後激しいスランプに陥り、スケートをやめることさえ考えたという。友人で後に夫となるセルゲイ・ミハイエフが彼女を支えて減量に成功、再び世界の舞台に挑むことになった。1999年8月6日にモスクワ市内のロシア正教会で、セルゲイと結婚した。
2000年にフランスのリヨンで開催されたグランプリファイナルのフリースケーティング（ドンキホーテ）において3回転ルッツ-3回転ループのコンビネーションジャンプを成功させ、更に3回転-3回転のコンビネーションジャンプを成功させ技術点で6.0満点をマークして優勝した。
2001年にカナダ・バンクーバーで開催された世界選手権のフリースケーティング（ドンキホーテ）において3回転サルコウ-3回転ループ-2回転トゥループのコンビネーションジャンプを成功させたが、さらに難易度の高い3回転ルッツ-3回転ループ-2回転トゥループのコンビネーションジャンプに挑戦するもループでステップアウトして不完全な評価となった。結果、ミシェル・クワンに次ぐ2位に終わった。
ミシェル・クワンを抑えて優勝候補の筆頭に挙げられて臨んだ2002年のソルトレイクシティオリンピックでは、ショートプログラム（セレナーデ）でミシェル・クワンに次ぐ2位につけた。
フリースケーティング（トスカ）ではSP3位のコーエンがジャンプのミスで順位を落とし、首位のクワンがジャンプの連続ミスで優勝を逃した直後に最終走者として登場したフリーを得意とするスルツカヤの優勝が確実とみられて臨んだが、3フリップで大きくバランスを崩したり、予定していた3回転-3回転のコンビネーションを組めなかったことなどが響いて2位となり、総合でもフリーで1位となったサラ・ヒューズに大逆転され銀メダルに終わった。キス＆クライでは笑顔を見せていたスルツカヤだが、舞台袖で号泣した姿が全世界にテレビ中継された。舞台袖でスルツカヤはプレゼンテーションの評価が何故低いのか、これでは採点する意味がない、とジャッジに対する不満を泣きながらカメラを背にして訴えた。コーチのジャンナ・グロモワはスルツカヤを背後から抱きしめて慰めた。
オリンピック後の長野で開催された世界選手権ではショートプログラムで完璧な演技を披露し1位、芸術点で2つの6.0の満点が出た。フリースケーティングでもミスの無い演技で1位になり、念願の世界選手権初優勝を果たした。

### 2002 - 2006

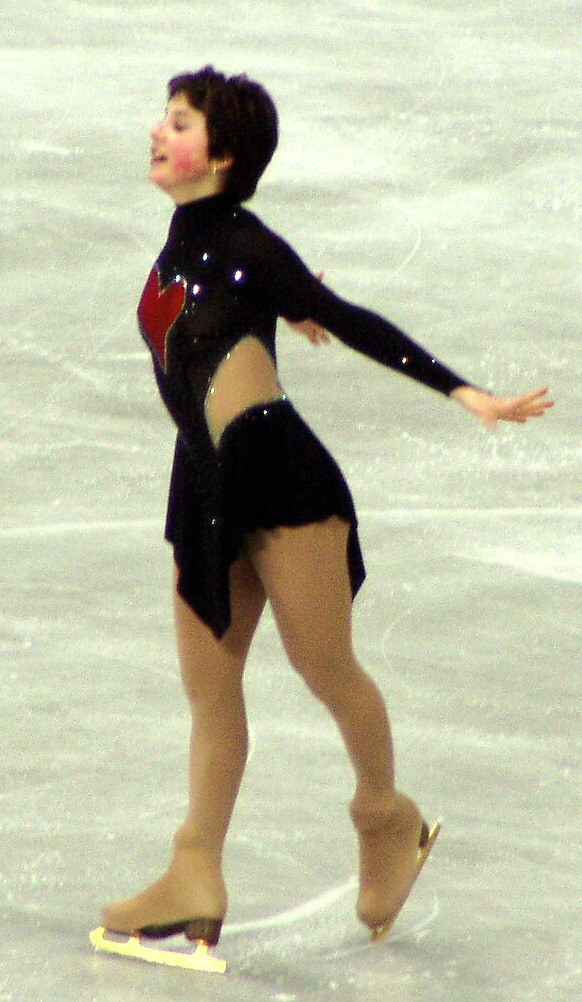
2004年世界選手権

2002-2003シーズン、2003年にロシア・サンクトペテルブルクで開催されたグランプリファイナルのショートプログラム (Victory) が終了した夜に、母が重い腎臓病を患っていることを知らされる。母は意識不明の重体に陥るが、チームドクターの適切な処置のおかげで、奇跡的に一命を取り留めた。しかし長期療養が必要だという事実は、彼女に大きな衝撃を与えた。この影響からか翌日のフリースケーティング (La Traviata) には出場したものの、終始険しい表情の演技で精彩を欠き、2位に終わる。その後、事前に選出されていた世界選手権では2連覇が懸かっていたが、出場辞退となった。
しかも彼女の負担が日に日に増す中、同2003年中に彼女自身までもが自己免疫疾患（好酸球性多発血管炎性肉芽腫症）にかかり、気管支炎を併発、一時期は歩行も困難になった。トイレには這って行かねばならず、「ストレスで毎日泣いていた」という。
2003-2004シーズン、復帰は非常に困難と思われていたが、ロシア・スケート連盟の要請でドルトムントで行われた世界選手権へ、約1年ぶりに競技会へ復帰出場。病気が完治しないなかの出場であり、練習不足から精彩を欠いた演技で9位に終わったものの、キス＆クライでの彼女は久々の復活に嬉しそうな表情を見せた。
2004-2005シーズンは、長期のブランクを全く感じさせない強さでグランプリシリーズ中国杯、ロシア杯、グランプリファイナル、欧州選手権、世界選手権でいずれも圧倒的なリードで優勝した。特に、地元モスクワで開催された世界選手権では、フリースケーティング（ワンダーランド）で3回転ルッツ-3回転ループに成功、結局3回転ループを3回跳んでしまったため最後のジャンプは無効になったが、それでも高い技術点を取り、演技構成点では5つの要素のうち4つが8点台で、130点を超える得点を獲得し2度目の優勝を果たした。
2005-2006シーズン、グランプリシリーズ2連勝。中国杯ではショートプログラムで自身初の70点越えを果たし、ロシアではフリースケーティングとトータルスコアで最高得点をマークした。だが2005年12月17日に東京、国立代々木競技場 第一体育館で行われたグランプリファイナルでは、ショートプログラム（死の舞踏）でいくつかのミスをおかし2位、フリースケーティング (Mario Takes A Walk) でも2位で総合2位に終わり（優勝は新鋭の浅田真央）、昨シーズンより続く連続優勝記録がストップした。その後、12月下旬にロシア・カザンで開かれたロシア選手権はインフルエンザのため欠場した。2006年1月にリヨンで開催された欧州選手権で7回目の優勝を果たし、ソニア・ヘニー、カタリナ・ヴィットらの記録を抜いて、同大会の史上最多優勝記録を更新した。
優勝間違いなしと思われていた2006年トリノオリンピックでは、SPで難度の高い要素を次々に披露、中でもダブルアクセルは解説の佐藤有香に絶賛された。技術点はトップであったが、演技構成点では、彼女の思ったほどの高得点が出ず1位のサーシャ・コーエンと僅差の2位となった。
最終滑走となったフリーでは、過去2年間で1度も犯したことのないミスが次々と出てしまった。前半でコンビネーションジャンプの予定が単独となったり、中盤ではトリプルフリップがダブルになるなどのミスが続き、さらに後半には得意のループジャンプで転倒、全体的に精彩を欠いた演技となった。その結果、荒川静香に逆転を許し、SP首位のコーエンを逆転することもできず銅メダルに終わり、悲願の五輪金メダル獲得はならなかった。

### 競技引退・引退後

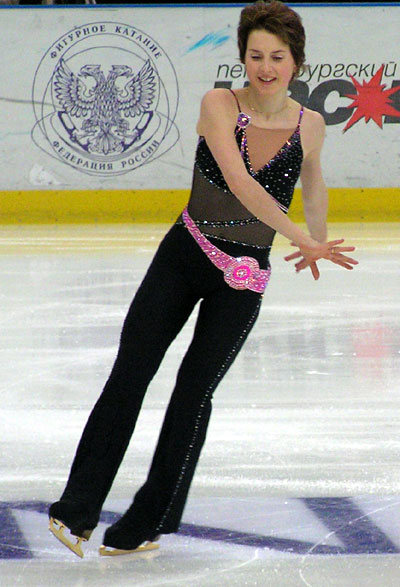
2005年ロシア選手権でのイリーナ・スルツカヤ

2006年11月6日、現役引退を表明したとロイター通信が報じた。なおその後引退は誤報であったと、ロシアのニュースサイトは謝罪コメントを掲載。スルツカヤ自身もその直後否定声明を出し、さらにエージェントのアリ・ザカリアン、ロシアスケート連盟現会長のピセーエフらも否定していた。しかし、トリノ五輪以降は世界選手権を始め、フィギュアスケート競技会には殆ど登場していない。
2007年1月4日に長野のビッグハットで開催された"Japan Super Challenge"にゲストとして登場しEXプログラムを披露。
同年4月に初めての妊娠により、当面の競技・ショー出演休止を発表。2007年11月15日にロシアの病院で第一子となる男児アルチョムを、2,300グラムと軽量ながら、帝王切開を行い出産。スルツカヤは出産後も復帰できるように体調管理をしていたが、子育て中に「競技会へ自分を駆り立てるものが無くなった」と語り、「出産した今、目標を定めてはいない、競技会へ戻る理由がない。だってほとんど全てのタイトルを手中に収めたから」とも語った。
出産後はショービジネスのキャリアを始め、同年12月からロシアのアイスショーに出演している。2008年には国際ユダヤ人スポーツの殿堂入り。2010年10月に第二子となる女児を出産した。2011年にはバンクーバーオリンピック金メダリストのキム・ヨナ主催のアイスショーに出演。2012年10月5日に行われた第1回メダルウィナーズ・オープンに出場し、6人中3位に入賞した。2014年ソチオリンピックの親善大使に選ばれ、フィギュアスケート会場に姿を現した。2015年1月第2回メダルウィナーズ・オープンに出場し6人中5位。

## スケート技術
ジャンプの技術が高く、女子で初めてトリプルサルコウ-トリプルループ、トリプルルッツ-トリプルループの、2回目にトリプルループを持ってくる難易度の高い連続3回転ジャンプを2つ成功させた。
高い柔軟性を活かした完成度の高いビールマンスピンを左右両脚で廻る事が出来る。左脚、右脚と軸脚を変えての連続でのビールマンスピンを世界で初めて披露した。左脚は美しい姿勢からのレイバックスピン、右脚はドーナツスピンからビールマンスピンに移行する。また、ビールマンスピンのポジションからのスパイラル「ビールマンスパイラル」も世界で初めて披露した。

## 主な戦績
| 大会/年            | 93-94 | 94-95 | 95-96 | 96-97 | 97-98 | 98-99 | 99-00 | 00-01 | 01-02 | 02-03 | 03-04 | 04-05 | 05-06 |
| ------------------ | ----- | ----- | ----- | ----- | ----- | ----- | ----- | ----- | ----- | ----- | ----- | ----- | ----- |
| 冬季オリンピック   |       |       |       |       | 5     |       |       |       | 2     |       |       |       | 3     |
| 世界選手権         |       | 7     | 3     | 4     | 2     |       | 2     | 2     | 1     | 辞退  | 9     | 1     |       |
| 欧州選手権         |       | 5     | 1     | 1     | 2     |       | 1     | 1     | 2     | 1     |       | 1     | 1     |
| ロシア選手権       | 3     | 3     | 2     | 3     | 4     | 4     | 1     | 1     | 1     | 2     |       | 1     |       |
| GPファイナル       |       |       | 2     | 3     | 4     | 3     | 1     | 1     | 1     | 2     |       | 1     | 2     |
| GPロシア杯         |       |       |       | 1     | 1     | 3     | 1     | 1     | 1     | 3     |       | 1     | 1     |
| GP中国杯           |       |       |       |       |       |       |       |       |       |       |       | 1     | 1     |
| GPNHK杯            |       |       |       |       |       | 2     |       | 1     |       | 2     |       |       |       |
| GPスケートカナダ   |       |       |       | 1     |       | 3     |       | 1     | 2     |       |       |       |       |
| GPボフロスト杯     |       |       |       | 1     | 2     |       | 3     |       |       |       |       |       |       |
| GPスケートアメリカ |       | 3     | 3     |       |       |       |       |       |       |       |       |       |       |
| GPエリック杯       |       |       | 4     |       |       |       |       |       |       |       |       |       |       |
| ジャパンオープン   |       |       |       | 3     |       | 3     |       | 2     |       |       |       |       |       |
| フィンランディア杯 |       |       |       |       | 1     |       |       |       |       |       |       |       |       |
| ユニバーシアード   |       |       |       |       |       | 2     |       |       |       |       |       |       |       |
| ネーベルホルン杯   | 1     | 1     |       |       |       |       |       |       |       |       |       |       |       |
| 世界Jr.選手権      | 3     | 1     |       |       |       |       |       |       |       |       |       |       |       |

### 詳細
| 2013-2014 シーズン |                                    |    |         |        |
| 開催日             | 大会名                             | SP | FS      | 結果   |
| 2013年10月5日      | 2013年ジャパンオープン（さいたま） | -  | 6 69.24 | 3 団体 |

| 2005-2006 シーズン    |                                                        |         |          |          |
| 開催日                | 大会名                                                 | SP      | FS       | 結果     |
| 2006年2月10日 - 26日  | トリノオリンピック（トリノ）                           | 2 66.70 | 3 114.74 | 3 181.44 |
| 2006年1月17日 - 22日  | 2006年ヨーロッパフィギュアスケート選手権（リヨン）     | 1 66.43 | 1 126.81 | 1 193.24 |
| 2005年12月16日 - 18日 | 2005/2006 ISUグランプリファイナル（東京）              | 2 58.90 | 2 122.58 | 2 181.48 |
| 2005年11月24日 - 27日 | ISUグランプリシリーズ ロシア杯（サンクトペテルブルク） | 1 67.58 | 1 130.48 | 1 198.06 |
| 2005年11月3日 - 6日   | ISUグランプリシリーズ 中国杯（北京）                   | 1 70.22 | 1 125.90 | 1 196.12 |

| 2004-2005 シーズン  |                                                    |         |         |          |          |
| 開催日              | 大会名                                             | 予選    | SP      | FS       | 結果     |
| 2005年3月14日-20日  | 2005年世界フィギュアスケート選手権（モスクワ）     | 1 29.77 | 1 62.84 | 1 130.10 | 1 222.71 |
| 2005年1月25日-30日  | 2005年ヨーロッパフィギュアスケート選手権（トリノ） | -       | 1 65.02 | 1 103.69 | 1 168.71 |
| 2004年12月16日-19日 | 2004/2005 ISUグランプリファイナル（北京）          | -       | 1 65.46 | 1 115.42 | 1 180.88 |
| 2004年11月25日-28日 | ISUグランプリシリーズ ロシア杯（モスクワ）         | -       | 1 61.12 | 1 121.90 | 1 183.02 |
| 2004年11月11日-14日 | ISUグランプリシリーズ 中国杯（北京）               | -       | 1 62.96 | 1 114.84 | 1 177.80 |

| 2003-2004 シーズン |                                                    |      |    |    |      |
| 開催日             | 大会名                                             | 予選 | SP | FS | 結果 |
| 2004年3月22日-28日 | 2004年世界フィギュアスケート選手権（ドルトムント） | 5    | 8  | 11 | 9    |

| 2002-2003 シーズン     |                                                           |      |    |    |      |
| 開催日                 | 大会名                                                    | 予選 | SP | FS | 結果 |
| 2003年2月28日-3月2日   | 2002/2003 ISUグランプリファイナル（サンクトペテルブルク） | -    | 2  | 1  | 2    |
| 2003年2月28日-3月2日   | 2002/2003 ISUグランプリファイナル（サンクトペテルブルク） | -    | 2  | 2  | 2    |
| 2003年1月20日-26日     | 2003年ヨーロッパフィギュアスケート選手権（マルメ）        | 2    | 2  | 1  | 1    |
| 2002年11月28日-12月1日 | ISUグランプリシリーズ NHK杯（京都）                       | -    | 4  | 2  | 2    |
| 2002年11月21日-24日    | ISUグランプリシリーズ ロシア杯（モスクワ）                | -    | 1  | 3  | 3    |

| 2001-2002 シーズン  |                                                        |      |    |    |      |
| 開催日              | 大会名                                                 | 予選 | SP | FS | 結果 |
| 2002年3月16日-24日  | 2002年世界フィギュアスケート選手権（長野）             | 1    | 1  | 1  | 1    |
| 2002年2月9日-21日   | ソルトレイクシティオリンピック（ソルトレイクシティ）   | -    | 2  | 2  | 2    |
| 2002年1月14日-19日  | 2002年ヨーロッパフィギュアスケート選手権（ローザンヌ） | 1    | 3  | 1  | 2    |
| 2001年12月14日-16日 | 2001/2002 ISUグランプリファイナル（キッチナー）        | -    | 1  | 1  | 1    |
| 2001年12月14日-16日 | 2001/2002 ISUグランプリファイナル（キッチナー）        | -    | 1  | 1  | 1    |
| 2001年11月21日-25日 | ISUグランプリシリーズ ロシア杯（サンクトペテルブルク） | -    | 1  | 1  | 1    |
| 2001年11月1日-4日   | ISUグランプリシリーズ スケートカナダ（サスカトゥーン） | -    | 4  | 1  | 2    |

| 2000-2001 シーズン     |                                                            |      |    |    |      |
| 開催日                 | 大会名                                                     | 予選 | SP | FS | 結果 |
| 2001年3月17日-25日     | 2001年世界フィギュアスケート選手権（バンクーバー）         | 1    | 1  | 2  | 2    |
| 2001年2月15日-18日     | 2000/2001 ISUグランプリファイナル（東京）                  | -    | 1  | 1  | 1    |
| 2001年2月15日-18日     | 2000/2001 ISUグランプリファイナル（東京）                  | -    | 1  | 1  | 1    |
| 2001年1月22日-27日     | 2001年ヨーロッパフィギュアスケート選手権（ブラチスラヴァ） | 1    | 1  | 1  | 1    |
| 2000年11月28日-12月3日 | ISUグランプリシリーズ NHK杯（旭川）                        | -    | 1  | 1  | 1    |
| 2000年11月16日-19日    | ISUグランプリシリーズ ロシア杯（サンクトペテルブルク）     | -    | 1  | 1  | 1    |
| 2000年11月1日-5日      | ISUグランプリシリーズ スケートカナダ（ミシサガ）           | -    | 1  | 1  | 1    |

| 1999-2000 シーズン   |                                                              |      |    |    |      |
| 開催日               | 大会名                                                       | 予選 | SP | FS | 結果 |
| 2000年3月26日-4月2日 | 2000年世界フィギュアスケート選手権（ニース）                 | 1    | 2  | 2  | 2    |
| 2000年2月6日-13日    | 2000年ヨーロッパフィギュアスケート選手権（ウィーン）         | 1    | 1  | 1  | 1    |
| 2000年1月13日-16日   | 1999/2000 ISUグランプリファイナル（リヨン）                  | -    | 2  | 2  | 1    |
| 2000年1月13日-16日   | 1999/2000 ISUグランプリファイナル（リヨン）                  | -    | 2  | 1  | 1    |
| 1999年11月25日-28日  | ISUグランプリシリーズ ロシア杯（サンクトペテルブルク）       | -    | 1  | 1  | 1    |
| 1999年11月11日-14日  | ISUグランプリシリーズ スパルカッセン杯（ゲルゼンキルヒェン） | -    | 3  | 3  | 3    |

| 1998-1999 シーズン    |                                                           |    |    |      |
| 開催日                | 大会名                                                    | SP | FS | 結果 |
| 1999年3月4日 - 7日    | 1998/1999 ISUグランプリファイナル（サンクトペテルブルク） | 3  | 3  | 3    |
| 1999年1月21日 - 31日  | ユニバーシアード冬季競技大会（ポプラド）                  | 2  | 2  | 2    |
| 1998年12月2日 - 6日   | ISUグランプリシリーズ NHK杯（札幌）                       | 2  | 2  | 2    |
| 1998年11月26日 - 29日 | ISUグランプリシリーズ ロシア杯（モスクワ）                | 2  | 3  | 3    |
| 1998年11月5日 - 8日   | ISUグランプリシリーズ スケートカナダ（カムループス）      | 3  | 3  | 3    |

| 1997-1998 シーズン     |                                                              |      |    |    |      |
| 開催日                 | 大会名                                                       | 予選 | SP | FS | 結果 |
| 1998年3月28日-4月5日   | 1998年世界フィギュアスケート選手権（ミネアポリス）           | 2    | 4  | 2  | 2    |
| 1998年2月8日-20日      | 長野オリンピック（長野）                                     | -    | 5  | 5  | 5    |
| 1998年1月10日-18日     | 1998年ヨーロッパフィギュアスケート選手権（ミラノ）           | -    | 3  | 2  | 2    |
| 1997年12月19日-21日    | 1997/1998 ISUチャンピオンシリーズファイナル（ミュンヘン）    | -    | 4  | 4  | 4    |
| 1997年11月19日-23日    | ISUグランプリシリーズ ロシア杯（サンクトペテルブルク）       | -    | 1  | 1  | 1    |
| 1997年10月30日-11月2日 | ISUグランプリシリーズ スパルカッセン杯（ゲルゼンキルヒェン） | -    | 5  | 2  | 2    |

## プログラム使用曲
| シーズン  | SP                                                                       | FS | EX |
| --------- | ------------------------------------------------------------------------ | --- | --- |
| 2005-2006 | 死の舞踏 作曲：フランツ・リスト 編曲：マクシム・ムルヴィツァ             | Mario Takes A Walk 演奏：ジェシー・クック ルンバ フラメンコ 演奏：Didula                                                                                                 | You Promised Me ボーカル：イングリッド ミュージカル『フォッシー』より So Many Things ボーカル：サラ・ブライトマン |
| 2004-2005 | バレエ『ボルト』より 作曲：ドミートリイ・ショスタコーヴィチ              | テーマ：スペードの女王 クロアチアン・ラプソディー 作曲：マクシム・ムルヴィツァ ウィスパー・フロム・ザ・ミラー 作曲：松居慶子 ワンダーランド 演奏：マクシム・ムルヴィツァ | チワワ de こんチワワ 作曲：DJ BOBO愛のぬくもり 映画『プリティ・ウーマン』より 曲：ロクセットあなたの声で心は開く 歌劇『サムソンとデリラ』より 作曲：カミーユ・サン＝サーンス ボーカル：フィリッパ・ジョルダーノFace To Face 映画『バットマン リターンズ』より 曲：スージー・アンド・ザ・バンシーズZazhigaiウップス!...アイ・ディド・イット・アゲイン ボーカル：ブリトニー・スピアーズ |
| 2003-2004 | 序奏とロンド・カプリチオーソ 作曲：カミーユ・サン＝サーンス              | テーマ：スペードの女王 クロアチアン・ラプソディー 作曲：マクシム・ムルヴィツァ ウィスパー・フロム・ザ・ミラー 作曲：松居慶子 ワンダーランド 演奏：マクシム・ムルヴィツァ | チワワ de こんチワワ 作曲：DJ BOBOSeryozha - Sergei ボーカル：バラガン・リミテッド |
| 2002-2003 | Victory 演奏：ボンド                                                     | 歌劇『椿姫』より 作曲：ジュゼッペ・ヴェルディ | あなたの声で心は開く 歌劇『サムソンとデリラ』より 作曲：カミーユ・サン＝サーンス ボーカル：フィリッパ・ジョルダーノShine 演奏：ボンド |
| 2001-2002 | 白鳥の歌 作曲：フランツ・シューベルト                                    | 歌劇『トスカ』より 作曲：ジャコモ・プッチーニ | コットンアイジョー 演奏：レッドネックスTimeless 曲：Wise Hand feat Nouriあなたの声で心は開く 歌劇『サムソンとデリラ』より 作曲：カミーユ・サン＝サーンス ボーカル：フィリッパ・ジョルダーノ |
| 2000-2001 | Culture Electra 作曲：クリス・スフィーリス                               | バレエ『ドン・キホーテ』より 作曲：レオン・ミンクス | 映画『シンドラーのリスト』より 作曲：ジョン・ウィリアムズ 演奏：ポール・モーリアネヴァー・ビー・ザ・セイム・アゲイン ボーカル：メラニー・チズムTimeless 曲：Wise Hand feat Nouri |
| 1999-2000 | Appasionata 作曲：シークレット・ガーデン                                 | 歌劇『カルメン』より 作曲：ジョルジュ・ビゼーバレエ『ドン・キホーテ』より 作曲：レオン・ミンクス                                                                         | Adagio Pour Piano 作曲：サン・プルーConfessionFree Yourself 作曲：サン・プルーi |
| 1998-1999 | 枯葉 作曲：ジョゼフ・コズマ                                              | Pomme d'Amour I カロリン・カールソンのためのバレエより 作曲：ルネ・オーブリー                                                                                            | Appasionata 作曲：シークレット・ガーデン |
| 1997-1998 | ピアノ協奏曲第1番 作曲：アントン・ルビンシテイン                         | アナスタシア 演奏：Ossipov Balalaika Ensemble | Gauglione 演奏：ペレス・プラード序奏とロンド・カプリチオーソ 作曲：カミーユ・サン＝サーンス |
| 1996-1997 | Il Bel Canto ミュージカル『オペラ座の怪人』より 編曲：ロベルト・ダノヴァ | 序曲 ミュージカル『オペラ座の怪人』より 編曲：ロベルト・ダノヴァ | ティコ・ティコ・ノ・フバー 作曲：ゼキーニャ・ジ・アブレウ 演奏：ラウル・ディ・ブラシオカリンカ 作曲：イワン・ペトローヴィチ・ラリオーノフ ボーカル：ディミトリー・ホロストフスキー |
| 1995-1996 | Aguas De Invierno 作曲：ラウル・ディ・ブラシオ                           | ブロードウェイ・ショー・チューンズ They're Playing Our Song コーラスライン 作曲：マーヴィン・ハムリッシュ                                                                | 映画『ニューヨーク・ニューヨーク』より 作曲：ジョン・カンダー |
| 1994-1995 | 幻想即興曲 作曲：フレデリック・ショパン                                  | The Heart of Budapest 作曲：チャールズ・ヴィダー チャールダーシュ 作曲：ヴィットーリオ・モンティ Hejre Kati 作曲：イェネー・フバイ                                       | |